# Essendine
Essendine är ort och civil parish i Storbritannien.   Den ligger i grevskapet och kommunen Rutland och riksdelen England, i den sydöstra delen av landet, 130 km norr om huvudstaden London. Essendine ligger 38 meter över havet och antalet invånare är 368.
Terrängen runt Essendine är platt, och sluttar österut. Runt Essendine är det tätbefolkat, med 331 invånare per kvadratkilometer. Närmaste större samhälle är Peterborough, 19,8 km sydost om Essendine. Trakten runt Essendine består till största delen av jordbruksmark.